# 阿卜杜卡里姆·納迪爾帕夏
阿卜杜卡里姆·納迪爾帕夏，(1807年—1883年)，又稱奇爾潘尼·阿比迪帕夏，奧斯曼帝國軍官。他是軍官艾哈邁德阿迦之子，生於奧斯曼保加利亞的奇爾潘。

## 生涯
阿卜杜卡里姆畢業於伊斯坦堡的軍事學院，並被派往維也納繼續他的教育（1836-1841）。他是克里米亞戰爭期間駐紮在安納托利亞東部的奧斯曼軍隊的司令，在那裡他領導了許多針對設在久姆裡的俄羅斯軍隊的攻擊。他在卡爾斯擔任要塞的指揮官，並贏得了巴亞迪爾之戰。然而，他在君士坦丁堡的宮廷上被隔離，並且由於他下屬艾哈邁德帕夏的策劃，他因艾哈邁德帕夏的一次軍事行動失敗被指責。在1854年1月，他的位置被艾哈邁德帕夏取代。戰後他被任命為塞薩洛尼基州長。
他於1876年當選為憲法議會議員，儘管他在軍隊中保持了自己的地位，並且在1877年處理了塞爾維亞的一些騷亂。由於他在處理這些騷亂方面取得了成功，他在俄土戰爭期間被任命為多瑙河部隊的一個司令部。在這場戰爭中幾次指揮失敗後，他被軍事法庭判處死刑，並流放到羅得島直到他去世。